# جعفر برزگر (بازیکن فوتبال)
جعفر برزگر (زادهٔ ۲۵ آوریل ۱۹۹۳ در اردبیل) بازیکن فوتبال اهل ایران است که در پست هافبک بازی می‌کند.
وی سابقهٔ بازی در تیم‌هایی از جمله پرسپولیس تهران، باشگاه فوتبال ماشین‌سازی تبریز و شمس آذر قزوین را دارا می‌باشد. وی همچنین در تیم‌های پایهٔ ملی ایران حضور داشته است، و اخیراً به‌عنوان کارشناس حقوقی قوه قضائیهٔ استان اردبیل فعالیت می‌کند.

## دوران باشگاهی
جعفر برزگر در فصل ۲۰۱۴–۲۰۱۵، ۵ بازی رسمی (بدون گل) برای پرسپولیس تهران انجام داد. در فصل ۲۰۲۰–۲۰۲۱، وی ۲۱ بازی برای باشگاه فوتبال ماشین‌سازی تبریز به ثبت رساند و در سال ۲۰۲۲ نیز با شمس آذر قزوین، ۱۹ بازی رسمی انجام داد و سابقه بازی در آرمان گهر را در کارنامه دارد.

## جدول عملکرد
| فصل       | باشگاه                        | بازی (گل) |
| --------- | ----------------------------- | --------- |
| ۲۰۱۴–۲۰۱۵ | پرسپولیس تهران                | ۵ (۰)     |
| ۲۰۲۰–۲۰۲۱ | باشگاه فوتبال ماشین‌سازی تبریز | ۲۱ (۳)    |
| ۲۰۲۲      | شمس آذر قزوین                 | ۱۹ (۱)    |

## دوران ملی
برزگر برای تیم‌های ملی ایران در رده‌های پایه بازی کرده است:
- زیر ۱۷ سال (۲۰۱۷): ۴ بازی، بدون گل
- زیر ۲۳ سال (۲۰۱۸): ۵ بازی، بدون گل[۱]

## دوران مربی‌گری و شغلی
پس از دوران فوتبال، برزگر به‌عنوان کارشناس حقوقی در قوه قضائیه ایران در اردبیل مشغول به کار شد و نیز در زمینه مربی‌ گری در تیم‌های پایه همکاری داشته است.

## افتخارات و افتخارات باشگاهی
جعفر برزگر طی دوران حرفه‌ای خود، دستاوردهای قابل توجهی را تجربه داشته است:
- قهرمانی در جام حذفی ایران با تیم پرسپولیس تهران (فصل ۲۰۱۴–۲۰۱۵)[۳]
- قهرمانی در لیگ آزادگان و صعود به لیگ برتر فوتبال ایران با تیم باشگاه فوتبال ماشین‌سازی تبریز (فصل ۲۰۲۰–۲۰۲۱)[۴]
- قهرمانی در لیگ دسته دو و صعود به لیگ دسته اول (لیگ آزادگان) با تیم‌های شهرداری تبریز و ماشین‌ سازی تبریز[۵]